# Mont Dutton
El Mont Dutton és un estratovolcà que es troba a la serralada Aleutiana, a la península d'Alaska, a l'estat d'Alaska dels Estats Units. La petita localitat de King Cove es troba al sud, a menys de 15 km del volcà. El cim s'eleva fins als 1.465 msnm i està cobert per glaceres. Està format per una sèrie de doms de lava que formen un estratovolcà complex. Ha patit importants col·lapses fa 5.100-6.800 anys que es va endur colades de lava d'andesita i doms de lava del flanc del seu cos. L'allau provocat va arribar fins a la badia de Belkofski. Entre 1984 i 1985 i el 1988 es van registrar eixams sísmics.